# Ryukishi07
Ryukishi07 (竜騎士07 Ryūkishi rei nana, sinh ngày 19 tháng 11 năm 1973) là bút danh của một nam nhà văn - họa sĩ Nhật Bản đến từ tỉnh Chiba, ông nổi tiếng vì là tác giả của các ý tưởng ban đầu trong việc sản xuất hai loạt visual novel Higurashi no Naku Koro ni và Umineko no Naku Koro ni. Ông là thành viên đại diện của nhóm 07th Expansion. Bút danh của ông bắt nguồn từ nhân vật Reina của dòng game Final Fantasy V — "07" trong tiếng Nhật có thể phát âm là "reinana" và "Ryukishi" có nghĩa là "hiệp sĩ rồng", đề cập đến wyvern của Reina. Nhân vật Ryugu Rena trong tác phẩm Higurashi no Naku Koro ni của ông cũng bắt nguồn từ Reina trong Final Fantasy V. Từ năm 2008, ông cộng tác với công ty Key thực hiện visual novel thứ chín của họ là Rewrite, phát hành tháng 6 năm 2011. Phong cách nghệ thuật đặc trưng của Ryukishi07 là thể hiện một bàn tay to khi vẽ người.

## Tác phẩm
- Higurashi no Naku Koro ni (kịch bản và minh họa, tiểu thuyết của Kodansha Box)
- Kaidan to Odorō, Soshite Anata wa Kaidan de Odoru (怪談と踊ろう、そしてあなたは階段で踊る?), tiểu thuyết, đăng lần lượt trong Faust
- Higurashi Daybreak (kịch bản)
- Umineko no Naku Koro ni
- Rewrite bởi Key (một phần kịch bản)
- Ōkami Kakushi bởi Konami (kế hoạch gốc/chỉ đạo)
- Higanbana no Saku Yoru ni